# Ula (Ula) bolitophila
Ula (Ula) bolitophila is een tweevleugelige uit de familie Pediciidae. De soort komt voor in het Palearctisch gebied.